# Lilienthal (Band)
Lilienthal war eine deutsche Folkband, die in den 1970er Jahren gegründet wurde.

## Geschichte
Die Band entstand im Jahr 1976 in Göttingen aus den Irish-Folk-Bands Rakish Paddy und Kith and Kin’. Entdeckt wurde sie in Göttingen vom Folk-Produzenten Carsten Linde, der bald zur ersten Langspielplatte verhalf. Die Band spielte deutsche Volkslieder in ungewöhnlicher Instrumentierung. Lilienthals Vorbilder waren die Folkbands Planxty und Fairport Convention. Einen Teil ihres Materials erhielten sie aus den Volksliedsammlungen von Wolfgang Steinitz. Neben deutschen Texten sangen sie in mittelniederdeutscher Sprache (Heio) und spielten Instrumentalstücke, vor allem modern arrangierte Renaissancetänze.
1984 spielten Maucksch, Beisert, Steymans und Schobeß mit dem kolumbianischen Tenor Jorge Lopez Palacio das Album Colombia paloma herida ein.
Am 11. Juni 2003 starb Steymans, und die Band löste sich auf.

## Diskografie
- 1977: Lieder & Tänze (Folk Freak)
- 1979: Drei Winter Vier Sommer (Folk Freak)
- 1981: Jetzt ist Zeit und Stunde da (Folk Freak)
- 1983: Tanzteufel (Folk Freak)
- 1987: Grenzenlos (Folk Freak)
- 1988: Haltet stets zusammen (mit Jochen Wiegandt) (SMB)
- 1991: Briefe (CD) (Stockfisch Records)